# A.G. Bördh
Anders Gustaf Bördh, född 19 februari 1895 i Bolstad, Dalsland, död 28 december 1968 i Bolstad, var en hembygdsforskare och dalslandskännare.
Hans livsgärning kanaliserades genom Dalslands fornminnes- och hembygdsförbund där han gjorde en mycket stor insats som kännare av landskapet och medarbetare i dess årsbok "Hembygden" och andra publikationer. Viktig för landskapets kulturhistoria är hans bok om den s.k.Brånasmeden, "Johannes Olsson i Bråna. Ett skaldeöde", 1936. År 1964 utgav han en bibliografi över Dalslandslitteratur, som förtecknade cirka 2500 skrifter om Dalsland och dalbor.